# タカラジェンヌ
タカラジェンヌは、宝塚歌劇団の団員に対する愛称である。
宝塚と「パリジェンヌ（フランス語: Parisienne）」を合成した言葉であり、おしゃれな団員をパリジェンヌのイメージに連想したものである。和製の合成語であって、フランス語としては正しくない。
単に「ジェンヌ」と略されるときもある。ファンが団員を指すときには「ジェンヌさん」などのように呼ぶ。

## 語誌
小林一三は宝塚音楽学校の生徒が「ヅカガール」をはじめとする様々な名称で呼ばれることを嫌い、タカラジェンヌと呼ぶことを発案した。最初にこの言葉が公式に登場したのは、1937年の「たからじぇんぬ」（白井鐵造作）においてである。以来タカラジェンヌをモチーフにしたショーや楽曲が多数制作されている。
しかし、宝塚歌劇団および運営する阪急電鉄の外部ではタカラジェンヌの愛称はなかなか普及しなかった。『大宅壮一文庫雑誌記事索引総目録』・宝塚歌劇団の項によると、1970年代前半まで週刊誌・月刊誌などの見出しはヅカガールがまだ一般的であった。タカラジェンヌの呼称が一般雑誌などで普通に使われるようになるのは『ベルサイユのばら』大ヒットを経た1970年代後半以降のことである。